# Geococcyx
Genre
Le genre Geococcyx comprend deux espèces de Géocoucous, oiseaux insectivores de la famille des Cuculidae.
Ils se trouvent au sud-ouest des États-Unis, au Mexique et en Amérique centrale.

## Liste des espèces
D'après la classification de référence (version 2.2, 2009) du Congrès ornithologique international (ordre phylogénique) :
- Geococcyx californianus – Grand Géocoucou
- Geococcyx velox – Géocoucou véloce